# Meloe

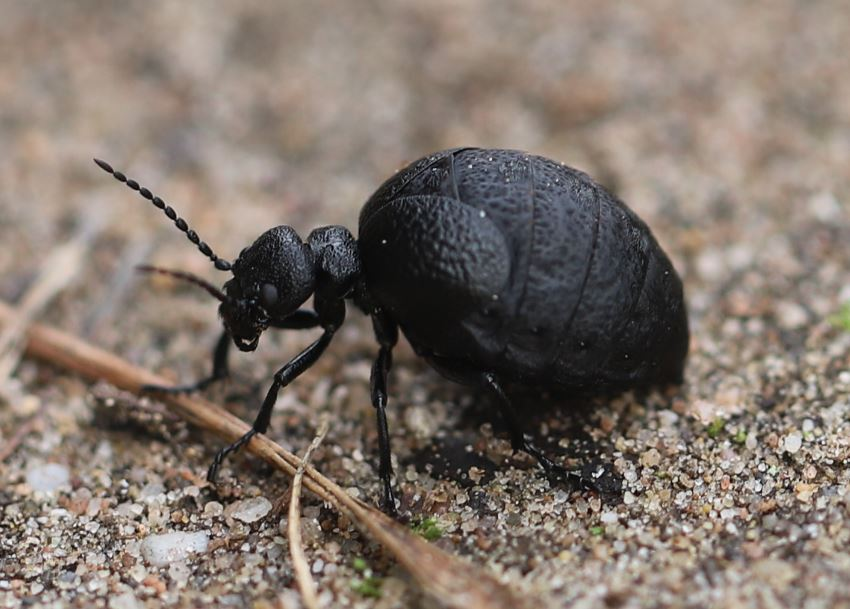
Meloe rugosus

Meloe ist eine Gattung der Ölkäfer (Meloidae). Linné beschrieb die Gattung schon 1758. Laut Webster's Unabridged Dictionary in der Ausgabe von 1913 geht der Name auf das Griechische zurück und bedeutet eine „Wundsonde“.

## Merkmale
Auffällig bei allen Arten ist, dass die Deckflügel deutlich kürzer sind als der Hinterleib und am Ende stark auseinanderklaffen. Hinterflügel fehlen ganz.

## Lebensweise
Die Tiere produzieren giftige Abwehrstoffe, die in ihrem Blut, der Hämolymphe, enthalten sind. Bei Gefahr können sie die Flüssigkeit aus Poren an ihren Beingelenken austreten lassen (Reflexbluten). Diese erinnert stark an Öltröpfchen und gab den Käfern ihren Namen. Der Hauptwirkstoff ist das Cantharidin und schützt vor allem vor Ameisen und Laufkäfern.
Die Entwicklung der ca. drei Millimeter langen Larven verläuft über eine Hypermetamorphose, die verschiedenen Larvenstadien sind also unterschiedlich gestaltet. Dabei ist das erste Stadium als Dreiklauer (Triungulinus) ausgebildet und dient als Verbreitungsstadium, indem es sich an ein potentielles Wirtstier klammert (solitäre Bienen), auf das auf Blüten sitzend gewartet wird und sich dann ins Nest des Wirtes tragen lässt (phoretische Lebensweise). Nachdem die Larven zunächst das Ei und danach das Nektar-Pollengemisch der Vorratskammer der Bienen gefressen haben, verlassen sie das Nest. Sie häuten sich ein weiteres Mal und sind danach mit zurückgebildeten Beinen eher madenartig und kaum beweglich, bis sie sich verpuppen.

## Arten (Auswahl)
- Meloe aegyptius Brandt & Erichson, 1832
- Meloe atratus Meyer, 1793
- Blauschimmernder Maiwurmkäfer (Meloe autumnalis Olivier, 1792)
- Dickhörniger Maiwurmkäfer (Meloe brevicollis Panzer, 1793)
- Meloe brunsvicensis Meyer, 1793
- Glänzendschwarzer Maiwurmkäfer (Meloe coriarius Brandt & Erichson, 1832)
- Meloe crispatus Fairmaire, 1884
- Meloe cyanella Brullé, 1832
- Meloe cyaneus Mulsant, 1857
- Violetthalsiger Ölkäfer (Meloe decorus Brandt & Erichson, 1832)
- Meloe exaratus Faldermann, 1832
- Meloe gallicus Baudi, 1878
- Gelbrandiger Maiwurmkäfer (Meloe hungarus Schrank, 1776)
- Meloe incertus Tauscher, 1812
- Meloe megacephalus Fischer von Waldheim, 1842
- Meloe pannonicus Baudi, 1878
- Schwarzblauer Ölkäfer (Meloe proscarabaeus Linnaeus, 1758) – Insekt des Jahres 2020
- Meloe rugosus Marsham, 1802
- Feingerunzelter Maiwurmkäfer (Meloe scabriusculus Brandt & Erichson, 1832)
- Bunter Ölkäfer (Meloe variegatus Donovan, 1793)
- Violetter Ölkäfer (Meloe violaceus Marsham, 1802)